# Ana Bešlić
Ana Bešlić (Bajmok, 16 marzo 1912 – Belgrado, 27 febbraio 2008) è stata una scultrice jugoslava e serba.

## Biografia
Ana Bešlić è nata a Sárapuszta / Šarapusta presso la cittadina di Bajmok nella Bačka tra Sombor e Subotica, a quel tempo nella contea di Bács-Bodrog, Regno di Ungheria, Austria-Ungheria, da una famiglia di origini bunjevci.
Ana Bešlić ha frequentato le scuole di Zagabria, Graz e Vienna, ma ha sviluppato la sua formazione artistica presso l'Accademia di Belle Arti di Belgrado nel 1949.
Parte delle sue opere furono donate alla città di Subotica, incluso il monumento a Blaško Rajić .
Ha trascorso gli ultimi anni a Belgrado, dove è morta nel 2008.

## Opere e riconoscimenti
Ana Bešlić è stata una dei rappresentanti più importanti della scultura moderna in Jugoslavia e Serbia. Per genere, apparteneva al gruppo di artisti che dagli anni '50 divenne riconoscibile per la loro curiosità artistica e il loro approccio non convenzionale, pionieri del cambiamento dello stile scultoreo in Jugoslavia. Le sue creazioni sono state principalmente orientate alla realizzazione di monumenti.
Le sue sculture più conosciute sono Plamen, Majka i dete, Talija, Slomljena krila (essendo uno dei luoghi più noti a Palić), Majka i sin, il gallo di Podravka, Tina Turner e Blaško Rajić .
Ana Bešlić ha vinto numerosi premi per il suo lavoro. Rajko Ljubič, regista di Subotica, ha realizzato un documentario su di lei nel 2005.